# Ammi
Ammi  es un género de 7 especies de plantas con flores en la familia de las Apiaceae. Es originaria del sur de Europa, norte de África y sudoeste de Asia.  

## Descripción
Hierbas anuales o bianuales (perennes?), erectas, caulescentes, ramificadas, esencialmente glabras, con raíces axonomorfas delgadas. Hojas pecioladas, ternado-pinnadas o pinnado-disecadas (o algunas hojas basales rara vez simples), membranáceas, los folíolos o divisiones últimas ovado-lanceoladas a filiformes; pecíolos envainadores. Inflorescencia de umbelas compuestas laxas; pedúnculos terminales y axilares; involucro de brácteas numerosas, generalmente divididas; radios numerosos, patente-ascendentes, algunas veces hinchándose y endureciéndose al madurar; involucelo de numerosas bractéolas más cortas que los frutos; pedicelos patentes a ascendentes. Cáliz lobado, los dientes diminutos; pétalos ovados a obovados, blancos, el ápice ancho, inflexo, 2-lobado; estilos delgados, más largos que el estilopodio bajo-cónico. Frutos oblongos a ovoides, comprimidos lateralmente, glabros; mericarpos subteretes; carpóforo entero o 2-partido; costillas 5, agudas pero no aladas; vitas solitarias en los intervalos, 2 en las comisuras; cara de la semilla plana. Aprox. 4 spp. Mediterráneo. Dos de las especies son comúnmente adventicias en el hemisferio occidental.

## Fitoquímica
Las plantas del género Ammi presenta furocromonas de origen policétido e isoprenoide típicas de las apiáceas tales como visnagina, marmesina y bergapteno. La khelina se encuentra en Ammi visnaga presenta actividad antilitiogénica y pleiotrópica. 

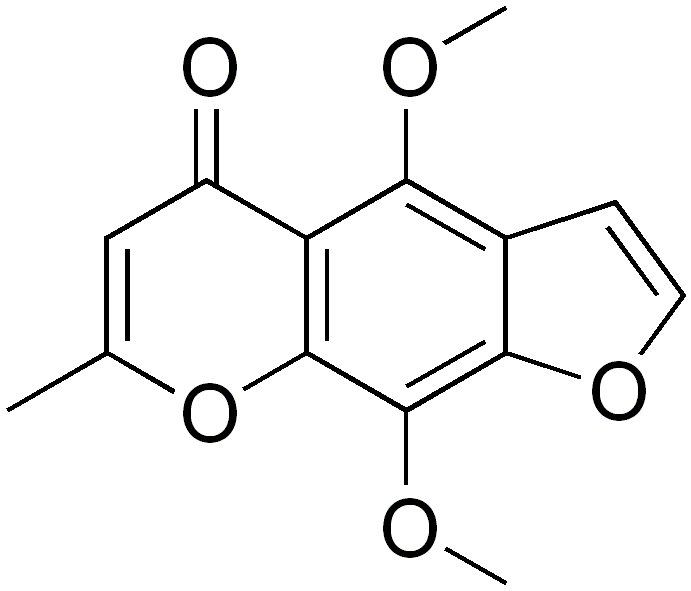
Khelina, constituyente furocromónico y principio activo de Ammi visnaga

## Taxonomía
El género fue descrito por Carolus Linnaeus y publicado en Species Plantarum 1: 243. 1753. La especie tipo es: Ammi majus L.
Etimología
Ammi: nombre genérico que según Umberto Quattrocchi, es un antiguo nombre latino de una planta umbelífera.

## Especies
- Ammi crinitum Guss.
- Ammi huntii H.C.Watson
- Ammi majus L.
- Ammi procerum Lowe
- Ammi topalii Beauverd
- Ammi trifoliatum (H.C.Watson) Trel.
- Ammi visnaga  (L.) Lam.[5]